# Bobby Brown (esquiador)
Bobby Brown (Denver, 5 de junio de 1991) es un deportista estadounidense que compite en esquí acrobático, especialista en las pruebas de big air y slopestyle. Consiguió seis medallas en los X Games de Invierno.

## Medallero internacional
| \| X Games de Invierno \| X Games de Invierno \| X Games de Invierno \| X Games de Invierno \| \| Año \| Lugar \| Medalla \| Prueba \| \| ------------------- \| ---------------------- \| ------------------- \| ------------------- \| \| 2010 \| Aspen (Estados Unidos) \| Medalla de oro \| Slopestyle \| \| 2010 \| Aspen (Estados Unidos) \| Medalla de oro \| Big air \| \| 2011 \| Aspen (Estados Unidos) \| Medalla de plata \| Big air \| \| 2012 \| Aspen (Estados Unidos) \| Medalla de oro \| Big air \| \| 2015 \| Aspen (Estados Unidos) \| Medalla de plata \| Big air \| \| 2016 \| Aspen (Estados Unidos) \| Medalla de plata \| Big air \| |                        |                  |            |
| X Games de Invierno |                        |                  |            |
| Año | Lugar                  | Medalla          | Prueba     |
| 2010 | Aspen (Estados Unidos) | Medalla de oro   | Slopestyle |
| 2010 | Aspen (Estados Unidos) | Medalla de oro   | Big air    |
| 2011 | Aspen (Estados Unidos) | Medalla de plata | Big air    |
| 2012 | Aspen (Estados Unidos) | Medalla de oro   | Big air    |
| 2015 | Aspen (Estados Unidos) | Medalla de plata | Big air    |
| 2016 | Aspen (Estados Unidos) | Medalla de plata | Big air    |